# ولادیمیروفسکویه (آدیغیه)
ولادیمیروفسکویه (به لاتین: Vladimirovskoye) یک منطقهٔ مسکونی در روسیه است که در آدیغیه واقع شده‌است.